# Phloeolaemus chamaeropis
Phloeolaemus chamaeropis är en skalbaggsart som först beskrevs av Schwarz 1878.  Phloeolaemus chamaeropis ingår i släktet Phloeolaemus och familjen ritsplattbaggar. Inga underarter finns listade i Catalogue of Life.